# Rokometna zveza Slovenije
Rokometna zveza Slovenije (kratica RZS) je krovna športna organizacija na področju rokometa v Sloveniji. Organizira tekmovanja v različnih domačih rokometnih ligah in pokalih ter slovenske rokometne reprezentance. Sedež zveze je v Ljubljani na Leskoškovi cesti 9e. Trenutni predsednik zveze je Bor Rozman.

## Dosedanji predsedniki zveze
- Vlado Žorž
- Ignac Bajcar
- Stanko Toš
- Božo Strman
- Krešo Petrovič
- Martin Brilej
- Miha Jezeršek
- Franc Plaskan
- Viktor Pogorelc
- Igor Makovec
- Milan Zupančič
- Zoran Janković
- Marjan Sedej
- Žiga Debeljak[2]
- Franjo Bobinac

## Tekmovanja
Moške
- 1. A moška državna rokometna liga
- 1. B moška državna rokometna liga
- 2. moška državna rokometna liga

Ženske
- 1. državna rokometna liga

Pokali
- Pokal Slovenije